# Suus Freudenthal-Lutter
Susanna (Suus) Johanna Catherina Freudenthal-Lutter (Amsterdam, 2 mei 1908 – Utrecht, 24 september 1986) introduceerde in 1962 het jenaplanonderwijs in Nederland.
Freudenthal-Lutter studeerde Germaanse taal en Letterkunde aan de Universiteit van Amsterdam. In 1932 trouwde zij met wiskundige Hans Freudenthal. Na de Tweede Wereldoorlog interesseerde zij zich voor vernieuwende onderwijsvormen, waarbij haar aandacht speciaal uitging naar het door Duitser Peter Petersen (1884-1952) ontwikkelde jenaplanonderwijs. De eerste jenaplanschool in Nederland startte in 1962 in Utrecht. Nu zijn er zo'n 200 in Nederland. Tevens richtte zij het tijdschrift Pedomorfose op, waarvan zij vele jaren redacteur was. Dit tijdschrift stopte in 1981 en werd later opgevolgd door het blad Mensen-kinderen.